# Деллос, Андрей Константинович
Андре́й Константинович Делло́с (род. 29 декабря 1955, Москва) — российский художник, декоратор, предприниматель; московский ресторатор, почётный член Российской академии художеств, кавалер ордена Почётного легиона, награждён знаком отличия «За безупречную службу городу Москве XX лет». Создатель «Кафе Пушкинъ» и сети «Му-Му». Первый российский ресторатор, удостоенный награды «Мишлен» (за американский проект).

## Биография
В 1976 году окончил Художественное училище памяти 1905 года (специальность — художник-реставратор), в 1980 году — Московский автомобильно-дорожный институт (специальность — инженер-строитель), в 1984 году — вечерний факультет Института иностранных языков имени Мориса Тореза и курсы переводчиков ООН.
С 1984 по 1986 годы являлся заведующим одной из редакций в издательстве «Русский язык», где занимался выпуском словарей. С 1986 по 1991 годы жил и работал во Франции (художник-станковист).

### Семья
Родился в семье архитектора Константина Петровича Деллоса и Марины Г. Мальцевой. В годы войны Константин Деллос возглавлял батальон французского движения Сопротивления, был награждён большим количеством французских медалей, кавалер ордена Почётного легиона. Марина Мальцева — певица, исполнительница русских романсов, солистка радио и телевидения.
Прадед Андрея Деллоса был знаменитым французским кутюрье, открывшим в начале века в Москве и Санкт-Петербурге несколько салонов; был удостоен чести именоваться поставщиком Двора Его Императорского Величества.
Вторая жена — Евгения Метропольская — антиквар, познакомились в ресторане Дома кино в 1990 году.
Дети самого Деллоса: дочь Екатерина Деллос (от первого брака) и сын Максим Деллос, по его словам, «учились в Великобритании».

## Этапы развития бизнеса
- 1992 г. — Дискотека «ПИЛОТ» и артистический клуб «СОХО»
- 1996 г. — Центр косметологии «Посольство Красоты» (филиал «Посольства Красоты» с Елисейских Полей[8], проект начинал в сотрудничестве с Антоном Табаковым[9])
- 1996 г. — Ресторан «Бочка»
- 1997 г. — Ресторан «Шинок»
- 1997 г. — Магазин «Бабушкин сундук»
- 1998 г. — Ресторан «Ле Дюк»
- 1999 г. — Ресторан «Кафе Пушкинъ»
- 2000 г. — Первое кафе сети «Му-Му»
- 2001 г. — Ресторан «ЦДЛ»
- 2005 г. — Актерский клуб «Театр+ТВ» в Центральном Доме Литераторов
- 2005 г. — Ресторан «Турандот», который Деллос позиционирует как «самый неконъюнктурный проект»
- 2005 г. — Ювелирная галерея «Gianmaria Buccellati»
- 2006 г. — Кондитерская «Кафе Пушкинъ»
- 2006 г. — Галерея «Турандот Антик»[10]
- 2006 г. — Служба выездного обслуживания Dellos Catering
- 2006 г. — Клуб-ресторан «Манон»[11]
- 2006 г. — Ресторан «Каста Дива»
- 2009 г. — Dellos Air Service (питание на бортах деловой авиации и авиакомпании Трансаэро, классы Бизнес и Империал).
- 2010 г. — Первая кондитерская «Кафе Пушкинъ» в Париже (бульвар Осман, универмаг Printemps)[12]
- 2010 г. — Служба выездного обслуживания Delicatering
- 2011 г. — Служба доставки Dellos Delivery
- 2013 г. — Кондитерская «Кафе Пушкинъ» в Париже (улица Фран Буржуа)
- 2013 г. — Ресторан Betony (Нью-Йорк, Манхэттен, Мишлен*)
- 2014 г. — Ресторан «Оранж 3»
- 2014 г. — Ресторан «Фаренгейт»
- 2015 г. — Брассери «Кафе Пушкинъ» в Париже (бульвар Сен-Жермен)
- 2016 г. — Ресторан «Казбек»
- 2017 г. — Ресторан «Волна»
- 2017 г. — Ресторан «Матрёшка»
- 2017 г. — Кондитерские Pouchkinette в Париже
- 2017 г. — флагманский ресторан Café Pouchkine в Париже на площади Мадлен
- 2019 г. — ресторан Café Pouchkine Qatar
- 2021 г. — ресторан «Кафе Пушкинъ у фонтана» в Гуме
- 2023 г. — ресторан «Шануар»

### Текущее состояние компании.
Год основания: 1992.
Штат: 4500 человек.
В настоящее время в компанию Maison Dellos входят:

#### Москва
- Ресторан «Кафе Пушкинъ» (при этом и библиотека, в которой 15 000 томов)[13]
- Ресторан «Турандот»[14]
- Сеть кафе «Му-Му» (в настоящее время 37 действующих предприятий)[15]
- Ресторан «Бочка»[16]
- Ресторан «Шинок»[17]
- Кондитерская «Кафе Пушкинъ»[18]
- Ресторан «Волна»[19]
- Ресторан «Фаренгейт»[20]
- Ресторан «Казбек»[21]
- Ресторан «Матрёшка»[22]
- Центр косметологии «Посольство Красоты»
- Ювелирная галерея «Buccellati»
- Антикварная галерея «Турандот Антик»
- Цветочная галерея «Турандот»
- Магазин антикварных редкостей «Сундук»
- Dellos Catering
- Delicatering
- Dellos Delivery
- Dellos Air Service

#### Париж
- Ресторан Café Pouchkine, площадь Мадлен -закрыт в 2021 году
- Кондитерская и чайный салон Cafe Pouchkine, бульвар Осман, универмаг Printemps
- Кондитерская и чайный салон Cafe Pouchkine, rue des Petits Carreaux, рядом с центром Жоржа Помпиду

#### Доха
- Ресторан Café Pouchkine Qatar